# Aseraggodes herrei
Aseraggodes herrei es una especie de pez de la familia Soleidae en el orden de los Pleuronectiformes.

## Distribución geográfica
Se encuentran en las costas de las islas Cocos y  Galápagos.